# Sinularia sobolifera
Sinularia sobolifera är en korallart som beskrevs av Verseveldt och Tursch 1979. Sinularia sobolifera ingår i släktet Sinularia och familjen läderkoraller. Inga underarter finns listade i Catalogue of Life.